# Alejandra Pávlovna Románova
Alejandra Pávlovna de Rusia (en ruso: Александра Павловна; San Petersburgo, 9 de agosto de 1783-Buda, 16 de marzo de 1801) fue una gran duquesa de Rusia, hija del zar Pablo I de Rusia y de la duquesa Sofía Dorotea de Wurtemberg (María Fiódorovna), y hermana de los zares Alejandro I y Nicolás I.
Contrajo matrimonio con el archiduque José de Austria, el cual era palatino de Hungría, reino que formaba parte del entonces Sacro Imperio Romano Germánico. Aunque mantuvo su religión ortodoxa al casarse, fue bien recibida por los húngaros, gustándole pronto la música y los bailes de la región, y según la leyenda, por su sugerencia, la bandera húngara se convirtió en rojo-blanco-verde.

## Biografía

### Primeros años
Alejandra Pávlovna nació el 9 de agosto de 1783 en San Petersburgo, siendo el tercer vástago y primera hija del futuro zar Pablo I de Rusia y de Sofía Dorotea de Wurtemberg. La zarina Catalina II la Grande quedó decepcionada al saber que era una niña, llegando a escribir: «Nació un tercer hijo que resultó ser una niña, a la cual se le puso el nombre de Alejandra en honor de su hermano mayor. A decir verdad, me gustan más los niños que las niñas». La zarina también constató que la niña resultaba fea en comparación con sus hermanos. Su hermana menor, Elena, nacida un año después, resultaba también, a ojos de la emperatriz, más hermosa y con más gracia que su hermana mayor al punto de apodarla "Elena de Troya". Como celebración de su nacimiento, Catalina II le regaló el Palacio de Gátchina.
Con el tiempo, la emperatriz fue mejorando su opinión respecto a la pequeña gran duquesa, afirmando en marzo de 1787: «Alejandra Pávlovna, me siento complacida de tu inteligencia, serenidad y gracia; eres lista, y estoy feliz por ello. Gracias por quererme, y yo también te quiero». Catalina también denotó que la pequeña gran duquesa estaba muy apegada a ella, queriendo llamar constantemente su atención.
Alejandra recibió, desde corta edad, la habitual educación dada a las princesas rusas, con lecciones de inglés y francés, así como de música y pintura. Mantuvo una estrecha relación con su hermana menor, Elena, siendo pintadas juntas en ocasiones. Su tutela fue encargada a Carlota von Lieven, quien actuó como gobernanta. La pequeña gran duquesa resultó ser una estudiante avanzada, siendo capaz de traducir al alemán a la corta edad de 7 años. También fue una apasionada del arte, sobre todo del dibujo, teniendo gran talento para la música y el canto.
En 1790, la emperatriz Catalina II hizo una detallada descripción de su nieta en una carta a Frédéric-Melchior Grimm:

El tercero es un retrato de la gran duquesa Alejandra. Durante sus primeros 6 meses de vida no encontré nada especial en ella, pero desde hace año y medio, sufrió un cambio sorprendente; se volvió más bonita y adopta una pose que le hace aparentar más edad de la que tiene. Es capaz de hablar cuatro lenguas, tiene buena mano para el dibujo y la escritura, toca el clavicémbalo, canta, baila y aprende rápidamente, siendo muy gentil de carácter.
Palabras de Catalina sobre Alejandra Pávlovna

### Compromiso fallido
En 1794, la emperatriz comenzó a considerar casarla, tanto a ella como a su hermana, si bien la pequeña gran duquesa solo tenía 11 años. El destino de esta cambió cuando, en 1792, el rey Gustavo III de Suecia fue asesinado. El nuevo monarca, Gustavo IV Adolfo de Suecia, deseaba forjar una alianza con el Imperio ruso, casándose con una de las nietas de la zarina; sin embargo, existen versiones alternativas que hablan de que el auténtico interés procedía de parte de la propia zarina. La idea de este enlace fue apoyado también por el regente sueco, Carlos de Södermanland, futuro rey del país escandinavo.
En 1793, no por casualidad, la gran duquesa comenzó a aprender sueco como forma de prepararla para el futuro enlace. Las negociaciones se extendieron hasta 1794, llegando a estancarse cuando Rusia acogió a uno de los enemigos políticos del regente sueco. En represalia, este comenzó a negociar el matrimonio del joven rey con una duquesa alemana. En 1795, Catalina le escribía al barón von Grimm:

La chica puede esperar pacientemente por mi decisión sobre su destino hasta la edad adulta del rey, pues solo tiene 11 años de edad. Si el asunto no es resuelto puede que me reconforte, pues él será el perdedor al casarse con otra. Puedo decir con seguridad que es difícil encontrar a alguien que iguale su belleza, talento y gentileza, por no mencionar la dote, que para un pobre sueco es un elemento importante. Asimismo, este matrimonio reforzará al mundo por muchos años.
Catalina II al barón von Grimm

Cuando se anunció el compromiso del rey sueco con la duquesa alemana, Catalina prohibió la entrada al embajador sueco. El célebre Aleksandr Suvórov fue enviado a la frontera sueca con el objetivo de explorar la zona, vislumbrándose una situación muy crítica. En abril de 1796, el joven rey de Suecia cambió súbitamente de parecer y rompió el compromiso, afirmando volver a estar interesado en el matrimonio con la gran duquesa. Ambos llegaron a conocerse en persona, percibiéndose que estaban muy apegados y que trabaron confianza rápidamente. Fue en agosto de 1796 cuando el rey solicitó permiso a la zarina para casarse con Alejandra.
La emperatriz no pasó por alto el tema de la religión, pues las leyes suecas especificaban que la reina debía profesar la misma religión que el rey. Al parecer, Gustavo Adolfo afirmó su conformidad con que la gran duquesa mantuviera su religión ortodoxa tras el matrimonio, sin embargo, cuando el compromiso estaba a punto de ser anunciado, el joven rey anunció que nunca le daría a Suecia una reina ortodoxa y se encerró en sus aposentos del Palacio de Invierno. Ante esta situación, la emperatriz sufrió un ataque de apoplejía y Alejandra, rota de dolor, se echó a llorar. El compromiso fue anulado aduciendo una enfermedad del rey, el cual no volvió a ser recibido de manera calurosa en Rusia. Las negociaciones volvieron a reanudarse durante un tiempo, hasta que la emperatriz Catalina falleció el 17 de noviembre de ese mismo año. Su sucesor, Pablo I de Rusia, retomó las negociaciones, sin embargo, la cuestión religiosa no pudo ser solventada, por lo que volvieron a truncarse. Al año siguiente, el rey sueco se casó con Federica de Baden.

### Matrimonio
En 1799, tres años después de la muerte de Catalina y del fallido compromiso con el rey Gustavo Adolfo, la situación geopolítica europea llevó a que se hiciera necesaria una alianza entre Rusia y el Sacro Imperio Romano Germánico contra el creciente poder de Francia y de Napoleón Bonaparte. De este modo, se pactó el matrimonio de la gran duquesa Alejandra con el archiduque José de Austria, hermano menor del emperador Francisco II. El propio archiduque acudió a Rusia para concertar el enlace, el cual fue rubricado en febrero de 1799, afirmándose que la gran duquesa podría conservar su fe ortodoxa. Este matrimonio contó con críticos internos, como la del conde Fiódor Rostopchín, quien escribió: «No es conveniente iniciar la alianza con Austria mediante lazos de sangre [...] De todas las hermanas se le ha dado el matrimonio menos satisfactorio. Ella no debe de esperar nada, y sus futuros hijos menos aún». La boda se celebró el 30 de octubre en el Palacio de Gátchina, una semana después de los esponsales de su hermana menor, Elena. El 21 de noviembre, los recién casados fueron a Austria. La condesa Golovina recordó que Alejandra estaba triste, y su padre "repetía constantemente que no la volvería a ver, que la estaban sacrificando".
Recibió una fría acogida en la corte vienesa de los Habsburgo, si bien al emperador le cayó en gracia, pues le recordaba a su difunta primera esposa, Isabel de Wurtemberg (la cual era tía de la gran duquesa), lo que causó los celos de la emperatriz María Teresa. El confesor imperial constató en sus escritos la envidia que sentía la emperatriz por Alejandra, la cual deslumbró en la corte con su belleza y elegancia. La emperatriz llegó a ordenar que a Alejandra le fueran retiradas todas sus joyas, por lo que Alejandra solo pudo decorar su cabello con flores, las cuales resaltaron aún más su presencia, lo que no hizo sino enfurecer más a la esposa del emperador. La gran duquesa sufrió también los ataques de la Iglesia católica debido a la fe ortodoxa de la nueva archiduquesa, la cual fue presionada para que se convirtiera.
Según el confesor de Alejandra, Andrei Samborski, Alejandra fue recibida con frialdad en Viena. Sin embargo, otras fuentes ofrecen una visión diferente. La reina María Carolina de Nápoles (suegra del emperador) y sus hijas llegaron a Viena en agosto de 1800 para una larga estancia. La cuarta hija de María Carolina, la princesa María Amalia de Nápoles y Sicilia, escribió en su diario que el 15 de agosto la reina y sus hijas fueron presentadas a Alejandra, a quien describió como "muy hermosa". María Amalia y Alejandra se hicieron amigas durante esta época; y la princesa de Nápoles escribía en su diario que la gran duquesa rusa y su marido tenían una relación amistosa con el resto de la familia imperial y participaban en las reuniones familiares, fiestas y bailes en Viena, lo que contrasta con la versión dada por Andrei Samborski. Por ejemplo, en enero de 1801, María Amalia escribió en su diario que la familia imperial solía asistir a los bailes en la residencia del archiduque José en Viena, donde "la bella Alejandra, siempre seria y triste, tiene casa espléndidamente".

### Fallecimiento
Debido a sus asuntos como palatinos, el matrimonio se asentó en un palacio en Alcsútdoboz, una villa del interior de Hungría. Pronto Alejandra quedó embarazada, estado que perjudicó mucho a la salud de la archiduquesa, ya que sufrió ataques de náuseas intensos. La emperatriz prosiguió con su odio para con Alejandra, proporcionándole un médico que no la trató adecuadamente y una cocinera que le preparaba comidas que era incapaz de ingerir.
El parto fue complicado durando varias horas, agotando y debilitando a la gran duquesa. Samborsky escribió: Cuando la comadrona notó que las fuerzas naturales de la gran duquesa la abandonaban, entonces presentó al palatino sobre tal agotamiento y recibió de Su Alteza el consentimiento para utilizar las herramientas con las que sacó al bebé [que recibió el nombre de Alejandrina], que vivió apenas unas horas". Al enterarse de la muerte de su hija, Alejandra dijo: "Gracias a Dios que mi hija está ahora entre los ángeles, sin experimentar la miseria a la que estamos sujetos aquí". Al noveno día tras dar a luz, se le permitió levantarse, pero al anochecer tenía fiebre, pronto estaba delirando, sufriendo fiebres puerperales, que causaron su prematura muerte a la edad de 17 años.
Sándor Domanovszky describió el nacimiento y sus trágicas consecuencias de la siguiente manera:

El 8 de marzo, a las 3 de la mañana, después de un largo parto, nació la pequeña archiduquesa Alejandrina, pero estaba tan débil que murió ese día. La joven madre quedó profundamente impresionada por este golpe. Había tenido síntomas febriles dos días antes. Su malestar no desapareció en los días siguientes. El día 10 se realizó un consejo que estableció un nerviosismo gástrico. Sin embargo, la condición de la paciente se deterioró rápidamente durante los días siguientes, por lo que fue tratada por fiebre tifoidea. En la noche entre el 14 y el 15, la princesa cayó en el delirio. Esta condición duró todo el día hasta que en la mañana del 16 exhaló silenciosamente su alma.

Las noticias de su muerte llegaron a San Petersburgo 8 días después de la muerte del zar Pablo I, el cual había sido asesinado.
La archiduquesa fue sepultada siguiendo los ritos ortodoxos en un monasterio capuchino de Hungría. Debido a que los austriacos rechazaron inhumar su cuerpo en ningún cementerio católico, el cuerpo de la archiduquesa permaneció insepulto hasta que su viudo edificó un mausoleo para ella cerca de Pest, todo siguiendo la liturgia ortodoxa. Su cuerpo fue trasladado temporalmente durante la invasión napoleónica al castillo de Buda y después devuelto a su emplazamiento original. El archiduque José contrajo matrimonio en dos ocasiones posteriormente.
La capilla de Alejandra fue saqueada en varias ocasiones, pero logró sobrevivir a ambas guerras mundiales. La tumba fue abierta, pero el cadáver no fue profanado. En 1981, unos ladrones profanaron el mausoleo y la tumba de Alejandra, llevándose las joyas y las ropas. Su cuerpo fue llevado a la capilla del castillo de Buda. En 2004, con los esfuerzos de la comunidad ortodoxa húngara y del pueblo de Üröm, sus restos fueron devueltos al mausoleo con gran pompa, en una ceremonia a la que acudieron representantes de las casas Habsburgo y Románov, el cardenal Péter Erdő, y el embajador ruso en Hungría.

## Curiosidades y reconocimientos
- En 1796, cuando la gran duquesa tenía 13 años, publicó dos traducciones del francés en la revista "Muse": "Alegría y beneficio de un campesino" y "Deber de la humanidad" (bajo el seudónimo A).
- Una de las islas del archipiélago ártico Tierra de Francisco José lleva su nombre, Tierra de Alejandra.

## Ancestros
| \| \| \| \| \| \| \| \| \| \| \| \| \| \| \| \| \| \| \| \| 16. Federico IV de Holstein-Gottorp \| \| \| \| \| \| \| \| \| \| \| \| \| \| \| \| \| \| \| \| \| \| \| \| \| \| \| \| \| \| \| \| \| \| \| \| \| \| \| \| \| \| \| \| \| \| \| \| \| \| \| \| \| \| 8. Carlos Federico de Holstein-Gottorp \| \| \| \| \| \| \| \| \| \| \| \| \| \| \| \| \| \| \| \| \| \| \| \| \| \| \| \| \| \| \| \| \| \| \| \| \| \| \| \| \| \| \| \| \| \| \| \| \| \| \| \| \| \| 17. Eduviges Sofía de Suecia \| \| \| \| \| \| \| \| \| \| \| \| \| \| \| \| \| \| \| \| \| \| \| \| \| \| \| \| \| \| \| \| \| \| \| \| \| \| \| \| \| \| \| \| \| \| \| \| \| \| \| \| \| \| 4. Pedro III de Rusia \| \| \| \| \| \| \| \| \| \| \| \| \| \| \| \| \| \| \| \| \| \| \| \| \| \| \| \| \| \| \| \| \| \| \| \| \| \| \| \| \| \| \| \| \| \| \| \| \| \| \| \| \| \| 18. Pedro I de Rusia \| \| \| \| \| \| \| \| \| \| \| \| \| \| \| \| \| \| \| \| \| \| \| \| \| \| \| \| \| \| \| \| \| \| \| \| \| \| \| \| \| \| \| \| \| \| \| \| \| \| \| \| \| \| 9. Ana Petrovna Románova \| \| \| \| \| \| \| \| \| \| \| \| \| \| \| \| \| \| \| \| \| \| \| \| \| \| \| \| \| \| \| \| \| \| \| \| \| \| \| \| \| \| \| \| \| \| \| \| \| \| \| \| \| \| 19. Catalina I de Rusia \| \| \| \| \| \| \| \| \| \| \| \| \| \| \| \| \| \| \| \| \| \| \| \| \| \| \| \| \| \| \| \| \| \| \| \| \| \| \| \| \| \| \| \| \| \| \| \| \| \| \| \| \| \| 2. Pablo I de Rusia \| \| \| \| \| \| \| \| \| \| \| \| \| \| \| \| \| \| \| \| \| \| \| \| \| \| \| \| \| \| \| \| \| \| \| \| \| \| \| \| \| \| \| \| \| \| \| \| \| \| \| \| \| \| 20. Juan Luis I de Anhalt-Dornburg \| \| \| \| \| \| \| \| \| \| \| \| \| \| \| \| \| \| \| \| \| \| \| \| \| \| \| \| \| \| \| \| \| \| \| \| \| \| \| \| \| \| \| \| \| \| \| \| \| \| \| \| \| \| 10. Cristián Augusto de Anhalt-Zerbst \| \| \| \| \| \| \| \| \| \| \| \| \| \| \| \| \| \| \| \| \| \| \| \| \| \| \| \| \| \| \| \| \| \| \| \| \| \| \| \| \| \| \| \| \| \| \| \| \| \| \| \| \| \| 21. Cristina Leonor de Zeutch \| \| \| \| \| \| \| \| \| \| \| \| \| \| \| \| \| \| \| \| \| \| \| \| \| \| \| \| \| \| \| \| \| \| \| \| \| \| \| \| \| \| \| \| \| \| \| \| \| \| \| \| \| \| 5. Catalina II de Rusia \| \| \| \| \| \| \| \| \| \| \| \| \| \| \| \| \| \| \| \| \| \| \| \| \| \| \| \| \| \| \| \| \| \| \| \| \| \| \| \| \| \| \| \| \| \| \| \| \| \| \| \| \| \| 22. Cristián Augusto de Holstein-Gottorp \| \| \| \| \| \| \| \| \| \| \| \| \| \| \| \| \| \| \| \| \| \| \| \| \| \| \| \| \| \| \| \| \| \| \| \| \| \| \| \| \| \| \| \| \| \| \| \| \| \| \| \| \| \| 11. Juana Isabel de Holstein-Gottorp \| \| \| \| \| \| \| \| \| \| \| \| \| \| \| \| \| \| \| \| \| \| \| \| \| \| \| \| \| \| \| \| \| \| \| \| \| \| \| \| \| \| \| \| \| \| \| \| \| \| \| \| \| \| 23. Albertina Federica de Baden-Durlach \| \| \| \| \| \| \| \| \| \| \| \| \| \| \| \| \| \| \| \| \| \| \| \| \| \| \| \| \| \| \| \| \| \| \| \| \| \| \| \| \| \| \| \| \| \| \| \| \| \| \| \| \| \| 1. Alejandro Pávlovna Románova \| \| \| \| \| \| \| \| \| \| \| \| \| \| \| \| \| \| \| \| \| \| \| \| \| \| \| \| \| \| \| \| \| \| \| \| \| \| \| \| \| \| \| \| \| \| \| \| \| \| \| \| \| \| 24. Federico Carlos de Wurtemberg-Winnental \| \| \| \| \| \| \| \| \| \| \| \| \| \| \| \| \| \| \| \| \| \| \| \| \| \| \| \| \| \| \| \| \| \| \| \| \| \| \| \| \| \| \| \| \| \| \| \| \| \| \| \| \| \| 12. Carlos I Alejandro de Wurtemberg \| \| \| \| \| \| \| \| \| \| \| \| \| \| \| \| \| \| \| \| \| \| \| \| \| \| \| \| \| \| \| \| \| \| \| \| \| \| \| \| \| \| \| \| \| \| \| \| \| \| \| \| \| \| 25. Leonor Juliana de Brandeburgo-Ansbach \| \| \| \| \| \| \| \| \| \| \| \| \| \| \| \| \| \| \| \| \| \| \| \| \| \| \| \| \| \| \| \| \| \| \| \| \| \| \| \| \| \| \| \| \| \| \| \| \| \| \| \| \| \| 6. Federico II Eugenio de Wurtemberg \| \| \| \| \| \| \| \| \| \| \| \| \| \| \| \| \| \| \| \| \| \| \| \| \| \| \| \| \| \| \| \| \| \| \| \| \| \| \| \| \| \| \| \| \| \| \| \| \| \| \| \| \| \| 26. Anselmo Francisco de Thurn y Taxis \| \| \| \| \| \| \| \| \| \| \| \| \| \| \| \| \| \| \| \| \| \| \| \| \| \| \| \| \| \| \| \| \| \| \| \| \| \| \| \| \| \| \| \| \| \| \| \| \| \| \| \| \| \| 13. María Augusta de Thurn y Taxis \| \| \| \| \| \| \| \| \| \| \| \| \| \| \| \| \| \| \| \| \| \| \| \| \| \| \| \| \| \| \| \| \| \| \| \| \| \| \| \| \| \| \| \| \| \| \| \| \| \| \| \| \| \| 27. Ana Francisca de Lobkowicz \| \| \| \| \| \| \| \| \| \| \| \| \| \| \| \| \| \| \| \| \| \| \| \| \| \| \| \| \| \| \| \| \| \| \| \| \| \| \| \| \| \| \| \| \| \| \| \| \| \| \| \| \| \| 3. Sofía Dorotea de Wurtemberg \| \| \| \| \| \| \| \| \| \| \| \| \| \| \| \| \| \| \| \| \| \| \| \| \| \| \| \| \| \| \| \| \| \| \| \| \| \| \| \| \| \| \| \| \| \| \| \| \| \| \| \| \| \| 28. Felipe Guillermo de Brandeburgo-Schwedt \| \| \| \| \| \| \| \| \| \| \| \| \| \| \| \| \| \| \| \| \| \| \| \| \| \| \| \| \| \| \| \| \| \| \| \| \| \| \| \| \| \| \| \| \| \| \| \| \| \| \| \| \| \| 14. Federico Guillermo de Brandeburgo-Schwedt \| \| \| \| \| \| \| \| \| \| \| \| \| \| \| \| \| \| \| \| \| \| \| \| \| \| \| \| \| \| \| \| \| \| \| \| \| \| \| \| \| \| \| \| \| \| \| \| \| \| \| \| \| \| 29. Juana Carlota de Anhalt-Dessau \| \| \| \| \| \| \| \| \| \| \| \| \| \| \| \| \| \| \| \| \| \| \| \| \| \| \| \| \| \| \| \| \| \| \| \| \| \| \| \| \| \| \| \| \| \| \| \| \| \| \| \| \| \| 7. Federica de Brandeburgo-Schwedt \| \| \| \| \| \| \| \| \| \| \| \| \| \| \| \| \| \| \| \| \| \| \| \| \| \| \| \| \| \| \| \| \| \| \| \| \| \| \| \| \| \| \| \| \| \| \| \| \| \| \| \| \| \| 30. Federico Guillermo I de Prusia \| \| \| \| \| \| \| \| \| \| \| \| \| \| \| \| \| \| \| \| \| \| \| \| \| \| \| \| \| \| \| \| \| \| \| \| \| \| \| \| \| \| \| \| \| \| \| \| \| \| \| \| \| \| 15. Sofía Dorotea de Prusia \| \| \| \| \| \| \| \| \| \| \| \| \| \| \| \| \| \| \| \| \| \| \| \| \| \| \| \| \| \| \| \| \| \| \| \| \| \| \| \| \| \| \| \| \| \| \| \| \| \| \| \| \| \| 31. Sofía Dorotea de Hannover \| \| \| \| \| \| \| \| \| \| \| \| \| \| \| \| \| \| \| \| \| \| \| \| \| \| \| \| \| \| \| \| \| \| \| \| \| \| \| \| \| \| \| \| \| \| \| \| \| \| \| \| |                                               |  |  |  |  |  |  |  |  |  |  |  |  |  |  |  |
| |                                               |  |  |  |  |  |  |  |  |  |  |  |  |  |  |  |
| | 16. Federico IV de Holstein-Gottorp           |  |  |  |  |  |  |  |  |  |  |  |  |  |  |  |
| |                                               |  |  |  |  |  |  |  |  |  |  |  |  |  |  |  |
| |                                               |  |  |  |  |  |  |  |  |  |  |  |  |  |  |  |
| | 8. Carlos Federico de Holstein-Gottorp        |  |  |  |  |  |  |  |  |  |  |  |  |  |  |  |
| |                                               |  |  |  |  |  |  |  |  |  |  |  |  |  |  |  |
| |                                               |  |  |  |  |  |  |  |  |  |  |  |  |  |  |  |
| | 17. Eduviges Sofía de Suecia                  |  |  |  |  |  |  |  |  |  |  |  |  |  |  |  |
| |                                               |  |  |  |  |  |  |  |  |  |  |  |  |  |  |  |
| |                                               |  |  |  |  |  |  |  |  |  |  |  |  |  |  |  |
| | 4. Pedro III de Rusia                         |  |  |  |  |  |  |  |  |  |  |  |  |  |  |  |
| |                                               |  |  |  |  |  |  |  |  |  |  |  |  |  |  |  |
| |                                               |  |  |  |  |  |  |  |  |  |  |  |  |  |  |  |
| | 18. Pedro I de Rusia                          |  |  |  |  |  |  |  |  |  |  |  |  |  |  |  |
| |                                               |  |  |  |  |  |  |  |  |  |  |  |  |  |  |  |
| |                                               |  |  |  |  |  |  |  |  |  |  |  |  |  |  |  |
| | 9. Ana Petrovna Románova                      |  |  |  |  |  |  |  |  |  |  |  |  |  |  |  |
| |                                               |  |  |  |  |  |  |  |  |  |  |  |  |  |  |  |
| |                                               |  |  |  |  |  |  |  |  |  |  |  |  |  |  |  |
| | 19. Catalina I de Rusia                       |  |  |  |  |  |  |  |  |  |  |  |  |  |  |  |
| |                                               |  |  |  |  |  |  |  |  |  |  |  |  |  |  |  |
| |                                               |  |  |  |  |  |  |  |  |  |  |  |  |  |  |  |
| | 2. Pablo I de Rusia                           |  |  |  |  |  |  |  |  |  |  |  |  |  |  |  |
| |                                               |  |  |  |  |  |  |  |  |  |  |  |  |  |  |  |
| |                                               |  |  |  |  |  |  |  |  |  |  |  |  |  |  |  |
| | 20. Juan Luis I de Anhalt-Dornburg            |  |  |  |  |  |  |  |  |  |  |  |  |  |  |  |
| |                                               |  |  |  |  |  |  |  |  |  |  |  |  |  |  |  |
| |                                               |  |  |  |  |  |  |  |  |  |  |  |  |  |  |  |
| | 10. Cristián Augusto de Anhalt-Zerbst         |  |  |  |  |  |  |  |  |  |  |  |  |  |  |  |
| |                                               |  |  |  |  |  |  |  |  |  |  |  |  |  |  |  |
| |                                               |  |  |  |  |  |  |  |  |  |  |  |  |  |  |  |
| | 21. Cristina Leonor de Zeutch                 |  |  |  |  |  |  |  |  |  |  |  |  |  |  |  |
| |                                               |  |  |  |  |  |  |  |  |  |  |  |  |  |  |  |
| |                                               |  |  |  |  |  |  |  |  |  |  |  |  |  |  |  |
| | 5. Catalina II de Rusia                       |  |  |  |  |  |  |  |  |  |  |  |  |  |  |  |
| |                                               |  |  |  |  |  |  |  |  |  |  |  |  |  |  |  |
| |                                               |  |  |  |  |  |  |  |  |  |  |  |  |  |  |  |
| | 22. Cristián Augusto de Holstein-Gottorp      |  |  |  |  |  |  |  |  |  |  |  |  |  |  |  |
| |                                               |  |  |  |  |  |  |  |  |  |  |  |  |  |  |  |
| |                                               |  |  |  |  |  |  |  |  |  |  |  |  |  |  |  |
| | 11. Juana Isabel de Holstein-Gottorp          |  |  |  |  |  |  |  |  |  |  |  |  |  |  |  |
| |                                               |  |  |  |  |  |  |  |  |  |  |  |  |  |  |  |
| |                                               |  |  |  |  |  |  |  |  |  |  |  |  |  |  |  |
| | 23. Albertina Federica de Baden-Durlach       |  |  |  |  |  |  |  |  |  |  |  |  |  |  |  |
| |                                               |  |  |  |  |  |  |  |  |  |  |  |  |  |  |  |
| |                                               |  |  |  |  |  |  |  |  |  |  |  |  |  |  |  |
| | 1. Alejandro Pávlovna Románova                |  |  |  |  |  |  |  |  |  |  |  |  |  |  |  |
| |                                               |  |  |  |  |  |  |  |  |  |  |  |  |  |  |  |
| |                                               |  |  |  |  |  |  |  |  |  |  |  |  |  |  |  |
| | 24. Federico Carlos de Wurtemberg-Winnental   |  |  |  |  |  |  |  |  |  |  |  |  |  |  |  |
| |                                               |  |  |  |  |  |  |  |  |  |  |  |  |  |  |  |
| |                                               |  |  |  |  |  |  |  |  |  |  |  |  |  |  |  |
| | 12. Carlos I Alejandro de Wurtemberg          |  |  |  |  |  |  |  |  |  |  |  |  |  |  |  |
| |                                               |  |  |  |  |  |  |  |  |  |  |  |  |  |  |  |
| |                                               |  |  |  |  |  |  |  |  |  |  |  |  |  |  |  |
| | 25. Leonor Juliana de Brandeburgo-Ansbach     |  |  |  |  |  |  |  |  |  |  |  |  |  |  |  |
| |                                               |  |  |  |  |  |  |  |  |  |  |  |  |  |  |  |
| |                                               |  |  |  |  |  |  |  |  |  |  |  |  |  |  |  |
| | 6. Federico II Eugenio de Wurtemberg          |  |  |  |  |  |  |  |  |  |  |  |  |  |  |  |
| |                                               |  |  |  |  |  |  |  |  |  |  |  |  |  |  |  |
| |                                               |  |  |  |  |  |  |  |  |  |  |  |  |  |  |  |
| | 26. Anselmo Francisco de Thurn y Taxis        |  |  |  |  |  |  |  |  |  |  |  |  |  |  |  |
| |                                               |  |  |  |  |  |  |  |  |  |  |  |  |  |  |  |
| |                                               |  |  |  |  |  |  |  |  |  |  |  |  |  |  |  |
| | 13. María Augusta de Thurn y Taxis            |  |  |  |  |  |  |  |  |  |  |  |  |  |  |  |
| |                                               |  |  |  |  |  |  |  |  |  |  |  |  |  |  |  |
| |                                               |  |  |  |  |  |  |  |  |  |  |  |  |  |  |  |
| | 27. Ana Francisca de Lobkowicz                |  |  |  |  |  |  |  |  |  |  |  |  |  |  |  |
| |                                               |  |  |  |  |  |  |  |  |  |  |  |  |  |  |  |
| |                                               |  |  |  |  |  |  |  |  |  |  |  |  |  |  |  |
| | 3. Sofía Dorotea de Wurtemberg                |  |  |  |  |  |  |  |  |  |  |  |  |  |  |  |
| |                                               |  |  |  |  |  |  |  |  |  |  |  |  |  |  |  |
| |                                               |  |  |  |  |  |  |  |  |  |  |  |  |  |  |  |
| | 28. Felipe Guillermo de Brandeburgo-Schwedt   |  |  |  |  |  |  |  |  |  |  |  |  |  |  |  |
| |                                               |  |  |  |  |  |  |  |  |  |  |  |  |  |  |  |
| |                                               |  |  |  |  |  |  |  |  |  |  |  |  |  |  |  |
| | 14. Federico Guillermo de Brandeburgo-Schwedt |  |  |  |  |  |  |  |  |  |  |  |  |  |  |  |
| |                                               |  |  |  |  |  |  |  |  |  |  |  |  |  |  |  |
| |                                               |  |  |  |  |  |  |  |  |  |  |  |  |  |  |  |
| | 29. Juana Carlota de Anhalt-Dessau            |  |  |  |  |  |  |  |  |  |  |  |  |  |  |  |
| |                                               |  |  |  |  |  |  |  |  |  |  |  |  |  |  |  |
| |                                               |  |  |  |  |  |  |  |  |  |  |  |  |  |  |  |
| | 7. Federica de Brandeburgo-Schwedt            |  |  |  |  |  |  |  |  |  |  |  |  |  |  |  |
| |                                               |  |  |  |  |  |  |  |  |  |  |  |  |  |  |  |
| |                                               |  |  |  |  |  |  |  |  |  |  |  |  |  |  |  |
| | 30. Federico Guillermo I de Prusia            |  |  |  |  |  |  |  |  |  |  |  |  |  |  |  |
| |                                               |  |  |  |  |  |  |  |  |  |  |  |  |  |  |  |
| |                                               |  |  |  |  |  |  |  |  |  |  |  |  |  |  |  |
| | 15. Sofía Dorotea de Prusia                   |  |  |  |  |  |  |  |  |  |  |  |  |  |  |  |
| |                                               |  |  |  |  |  |  |  |  |  |  |  |  |  |  |  |
| |                                               |  |  |  |  |  |  |  |  |  |  |  |  |  |  |  |
| | 31. Sofía Dorotea de Hannover                 |  |  |  |  |  |  |  |  |  |  |  |  |  |  |  |
| |                                               |  |  |  |  |  |  |  |  |  |  |  |  |  |  |  |
| |                                               |  |  |  |  |  |  |  |  |  |  |  |  |  |  |  |